# モンテネグロの大統領
モンテネグロの大統領（モンテネグロのだいとうりょう）は、モンテネグロにおける元首に相当する役職である。

## 概要
2007年施行のモンテネグロ憲法では第3章において大統領について規定されている。第95条によれば、大統領は以下のことを行う。
1. 国内および国外において、モンテネグロを代表する。
2. 防衛安全保障理事会の決定に基づいて、陸軍を指揮する。
3. 法律を公布する。
4. 議会選挙を執行する。
5. 議会の主要政党代表より助言を得た上で、政府の長たる首相候補を議会に提案する。また、憲法裁判所の裁判長および裁判官も議会に提案する。
6. 政府からの提案を受け、国際関係を担当する議会委員会の助言を得た上で、国外に対する外交使節団の大使および長の任命や取り消しを行う。
7. 外国より外交官の信任状や取消しの書状を受領する。
8. 勲章やメダルを授与する。
9. 恩赦を与える。
10. 憲法や法律に定められるその他の任務を行う。

大統領は、議会議長が執行する一般国民による選挙にて選出される。過去15年間に少なくとも10年間モンテネグロに居住しているモンテネグロ国民であることが大統領の必須条件である。議会にて宣誓を行ったその日に就任し、任期は5年間。ただし大統領の任期が戦争または非常事態の間に満了を迎えた場合は、その非常事態が発生した状況が停止した後、最大90日間に限って任期が延長される。同一人物の3回以上の選出は認められていない。また大統領に就任した場合、それ以外の公職につくことは許されない。
大統領が任務を永久に遂行することができなくなったり、議会より弾劾された場合、5年間の満了前でも任期が終了する。大統領の任務が停止した場合は新大統領が選出されるまで、また大統領の職務遂行が一時的に妨げられた場合、議会議長が大統領の職務を代行する。
大統領は憲法違反の責を負い、議員25名以上の提案があれば大統領が憲法に違反したか否かを判断する手続きを開始することができる。この提案は議会より大統領に提出され、憲法裁判所が憲法違反の有無を判断し、その決定は遅滞なく速やかに議会および大統領に提出される。違憲判断が下った場合、議会は大統領を弾劾できる。
（出典）Montenegro 2007 (rev. 2013)

## 大統領の一覧
| モンテネグロ人民共和国 (1943-1963)               |                                               |                                                                         |                                                                         |                               |                                |                                  |                                           |
| モンテネグロ人民解放国家反ファシスト委員会委員長 |                                               |                                                                         |                                                                         |                               |                                |                                  |                                           |
| 代                                               | 大統領                                        | 大統領                                                                  | 所属政党                                                                | 期                            | 在任期間                       | 在任期間                         | 備考                                      |
| 00－                                             | ニコラ・ミリャニッチ Nikola Miljanić          |                                                                         | 無所属                                                                  | －                            | 1943年11月15日 - 1944年7月14日 | 242日                            | 戦時評議会指導者                          |
| モンテネグロ人民解放反ファシスト会議議長         |                                               |                                                                         |                                                                         |                               |                                |                                  |                                           |
| 00－                                             | ニコラ・ミリャニッチ Nikola Miljanić          |                                                                         | 無所属                                                                  | －                            | 1944年7月14日 - 1946年11月21日 | 2年 + 130日 （計 3年 + 6日）     | 戦時評議会指導者                          |
| 憲法制定議会幹部会議長                           |                                               |                                                                         |                                                                         |                               |                                |                                  |                                           |
| 001                                              | ミロシュ・ラショビッチ Miloš Rašović          |                                                                         | ユーゴスラビア共産党 （KPJ）                                            | －                            | 1946年11月21日 - 1947年1月1日  | 41日                             |                                           |
| 人民議会幹部会議長                               |                                               |                                                                         |                                                                         |                               |                                |                                  |                                           |
| 0(1)                                             | ミロシュ・ラショビッチ Miloš Rašović          |                                                                         | ユーゴスラビア共産党 （KPJ）                                            | －                            | 1947年1月1日 - 1950年11月6日   | 3年 + 309日 （計 3年 + 350日）   |                                           |
| 002                                              | ニコラ・コバチェビッチ Nikola Kovačević       |                                                                         | ユーゴスラビア共産党 （KPJ）                                            | －                            | 1950年11月6日 - 1952年11月6日  | 2年 + 90日                       |                                           |
| 002                                              | ニコラ・コバチェビッチ Nikola Kovačević       | ユーゴスラビア共産主義者同盟 （SKJ）モンテネグロ共産主義者同盟 （SKCG） | 1952年11月6日 - 1953年2月4日                                            | －                            | 党名変更                       | 2年 + 90日                       |                                           |
| 人民議会議長                                     |                                               |                                                                         |                                                                         |                               |                                |                                  |                                           |
| 0(2)                                             | ニコラ・コバチェビッチ Nikola Kovačević       |                                                                         | ユーゴスラビア共産主義者同盟 （SKJ）モンテネグロ共産主義者同盟 （SKCG） | －                            | 1953年2月4日 - 1953年12月15日  | 314日 （計 3年 + 39日）          |                                           |
| 003                                              | ブラジョ・ヨヴァノビッチ Blažo Jovanović      |                                                                         | ユーゴスラビア共産主義者同盟 （SKJ）モンテネグロ共産主義者同盟 （SKCG） | －                            | 1953年12月15日 - 1962年7月12日 | 209日                            |                                           |
| 004                                              | フィリップ・バイコビッチ Filip Bajković       |                                                                         | ユーゴスラビア共産主義者同盟 （SKJ）モンテネグロ共産主義者同盟 （SKCG） | －                            | 1962年7月12日 - 1963年5月5日   | 297日                            |                                           |
| 共和国議会議長                                   |                                               |                                                                         |                                                                         |                               |                                |                                  |                                           |
| 005                                              | アンドリヤ・ムゴシャ Andrija Mugoša           |                                                                         | ユーゴスラビア共産主義者同盟 （SKJ）モンテネグロ共産主義者同盟 （SKCG） | －                            | 1963年5月5日 - 1963年7月7日    | 63日                             |                                           |
| モンテネグロ社会主義共和国 (1963-1992)           |                                               |                                                                         |                                                                         |                               |                                |                                  |                                           |
| 共和国議会議長                                   |                                               |                                                                         |                                                                         |                               |                                |                                  |                                           |
| 代                                               | 大統領                                        | 大統領                                                                  | 所属政党                                                                | 期                            | 在任期間                       | 在任期間                         | 備考                                      |
| 0(5)                                             | アンドリヤ・ムゴシャ Andrija Mugoša           |                                                                         | ユーゴスラビア共産主義者同盟 （SKJ）モンテネグロ共産主義者同盟 （SKCG） | －                            | 1963年7月7日 - 1967年5月5日    | 3年 + 302日 （計 4年 + 0日）     |                                           |
| 006                                              | ベルコ・ミラトビッチ Veljko Milatovi          |                                                                         | ユーゴスラビア共産主義者同盟 （SKJ）モンテネグロ共産主義者同盟 （SKCG） | －                            | 1967年5月5日 - 1969年10月6日   | 2年 + 154日                      |                                           |
| 007                                              | ヴィドイェ・ヅラコビッチ Vidoje Žarkovićć     |                                                                         | ユーゴスラビア共産主義者同盟 （SKJ）モンテネグロ共産主義者同盟 （SKCG） | －                            | 1969年10月6日 - 1974年4月1日   | 4年 + 177日                      |                                           |
| 00－                                             | ブディスラフ・ショシキッチ Budislav Šoškić    |                                                                         | ユーゴスラビア共産主義者同盟 （SKJ）モンテネグロ共産主義者同盟 （SKCG） | －                            | 1974年4月1日 - 1974年4月5日    | 4日                              |                                           |
| 大統領評議会議長                                 |                                               |                                                                         |                                                                         |                               |                                |                                  |                                           |
| 008                                              | ベルコ・ミラトビッチ Veljko Milatovi          |                                                                         | ユーゴスラビア共産主義者同盟 （SKJ）モンテネグロ共産主義者同盟 （SKCG） | －                            | 1974年4月5日 - 1982年5月7日    | 8年 + 32日                       |                                           |
| 009                                              | ヴェセリン・ジュラノビッチ Veselin Đuranović  |                                                                         | ユーゴスラビア共産主義者同盟 （SKJ）モンテネグロ共産主義者同盟 （SKCG） | －                            | 1982年5月7日 - 1983年5月7日    | 1年 + 0日                        |                                           |
| 010                                              | マルコ・オルランディッチ Marko Orlandić       |                                                                         | ユーゴスラビア共産主義者同盟 （SKJ）モンテネグロ共産主義者同盟 （SKCG） | －                            | 1983年5月7日 - 1984年5月7日    | 1年 + 0日                        |                                           |
| 011                                              | ミオドラグ・ヴラホビッチ Miodrag Vlahović     |                                                                         | ユーゴスラビア共産主義者同盟 （SKJ）モンテネグロ共産主義者同盟 （SKCG） | －                            | 1984年5月7日 - 1985年5月7日    | 1年 + 0日                        |                                           |
| 012                                              | ブラニスラヴ・ショシュキッチ Branislav Šoškić |                                                                         | ユーゴスラビア共産主義者同盟 （SKJ）モンテネグロ共産主義者同盟 （SKCG） | －                            | 1985年5月7日 - 1986年5月7日    | 1年 + 0日                        |                                           |
| 013                                              | ラディボイェ・ブラヨビッチ Radivoje Brajović  |                                                                         | ユーゴスラビア共産主義者同盟 （SKJ）モンテネグロ共産主義者同盟 （SKCG） | －                            | 1986年5月7日 - 1988年5月7日    | 2年 + 0日                        |                                           |
| 014                                              | ボジナ・イワノビッチ Božina M. Ivanović       |                                                                         | ユーゴスラビア共産主義者同盟 （SKJ）モンテネグロ共産主義者同盟 （SKCG） | －                            | 1988年5月7日 - 1989年2月15日   | 284日                            | 任期満了前に辞任                          |
| 00－                                             | スロボダン・シモヴィッチ Slobodan Simović     |                                                                         | ユーゴスラビア共産主義者同盟 （SKJ）モンテネグロ共産主義者同盟 （SKCG） | －                            | 1989年2月15日 - 1989年3月17日  | 30日                             | 議長代行                                  |
| 015                                              | ブランコ・コスティッチ Branko Kostić          |                                                                         | ユーゴスラビア共産主義者同盟 （SKJ）モンテネグロ共産主義者同盟 （SKCG） | －                            | 1989年3月17日 - 1990年12月23日 | 1年 + 281日                      |                                           |
| 大統領                                           |                                               |                                                                         |                                                                         |                               |                                |                                  |                                           |
| 016                                              | モミル・ブラトヴィッチ Momir Bulatović        |                                                                         | ユーゴスラビア共産主義者同盟 （SKJ）モンテネグロ共産主義者同盟 （SKCG） | 1                             | 1990年12月23日 - 1991年6月22日 | 1年 + 127日                      |                                           |
| (16)                                             | モミル・ブラトヴィッチ Momir Bulatović        | モンテネグロ社会主義者民主党 （DPS）                                    | 1991年6月22日 - 1992年4月28日                                           | 1                             | 新党結成                       | 1年 + 127日                      |                                           |
| モンテネグロ共和国 (1992-2006)                   |                                               |                                                                         |                                                                         |                               |                                |                                  |                                           |
| 大統領                                           |                                               |                                                                         |                                                                         |                               |                                |                                  |                                           |
| 001 (16)                                         | モミル・ブラトヴィッチ Momir Bulatović        |                                                                         | モンテネグロ社会主義者民主党 （DPS）                                    | (1)                           | 1992年4月28日 - 1993年1月15日  | 5年 + 262日 （計 7年 + 23日）    |                                           |
| 001 (16)                                         | モミル・ブラトヴィッチ Momir Bulatović        | 2                                                                       | モンテネグロ社会主義者民主党 （DPS）                                    | 1993年1月15日 - 1998年1月15日 |                                | 5年 + 262日 （計 7年 + 23日）    |                                           |
| 002 (17)                                         | ミロ・ジュカノヴィチ Milo Đukanović           |                                                                         | モンテネグロ社会主義者民主党 （DPS）                                    | 3 (4) (5)                     | 1998年1月15日 - 2002年11月25日 | 4年 + 314日                      | 任期満了前に辞任                          |
| 00－                                             | フィリップ・ヴヤノヴィッチ Filip Vujanović    |                                                                         | モンテネグロ社会主義者民主党 （DPS）                                    | 3 (4) (5)                     | 2002年11月25日 - 2003年5月19日 | 175日                            | 大統領代行 （共和国議会議長）在任中に辞任 |
| 00－                                             | ドラガン・クヨビッチ Dragan Kujović           |                                                                         | モンテネグロ社会主義者民主党 （DPS）                                    | 3 (4) (5)                     | 2003年5月19日 - 2003年5月22日  | 3日                              | 大統領代行 （共和国議会副議長）           |
| 00－                                             | リファト・ラストダー Rifat Rastoder           |                                                                         | モンテネグロ社会民主党 （SDP）                                          | 3 (4) (5)                     | 2003年5月19日 - 2003年5月22日  | 3日                              | 大統領代行 （共和国議会副議長）           |
| 003 (18)                                         | フィリップ・ヴヤノヴィッチ Filip Vujanović    |                                                                         | モンテネグロ社会主義者民主党 （DPS）                                    | 6                             | 2003年5月22日 - 2006年6月3日   | 3年 + 12日                       |                                           |
| モンテネグロ (2006-現在)                         |                                               |                                                                         |                                                                         |                               |                                |                                  |                                           |
| 大統領                                           |                                               |                                                                         |                                                                         |                               |                                |                                  |                                           |
| 0(3) (18)                                        | フィリップ・ヴヤノヴィッチ Filip Vujanović    |                                                                         | モンテネグロ社会主義者民主党 （DPS）                                    | (6)                           | 2006年6月3日 - 2008年5月20日   | 11年 + 351日 （計 14年 + 363日） |                                           |
| 0(3) (18)                                        | フィリップ・ヴヤノヴィッチ Filip Vujanović    | 7                                                                       | モンテネグロ社会主義者民主党 （DPS）                                    | 2008年5月20日 - 2013年5月20日 |                                | 11年 + 351日 （計 14年 + 363日） |                                           |
| 0(3) (18)                                        | フィリップ・ヴヤノヴィッチ Filip Vujanović    | 8                                                                       | モンテネグロ社会主義者民主党 （DPS）                                    | 2013年5月20日 - 2018年5月20日 |                                | 11年 + 351日 （計 14年 + 363日） |                                           |
| 004 (19)                                         | ミロ・ジュカノヴィチ Milo Đukanović           |                                                                         | モンテネグロ社会主義者民主党 （DPS）                                    | 9                             | 2018年5月20日 - 2023年5月20日  | 5年 + 0日                        |                                           |
| 005 (20)                                         | ヤコフ・ミラトビッチ Jakov Milatović          |                                                                         | ヨーロッパ・ナウ! （PES!）                                              | 10                            | 2023年5月20日 - （現職）       | 2年 + 59日                       |                                           |